# Kvantitativna revolucija
Kvantitativna revolucija bila je jedna od četiriju prekretnica u povijesti geografije (ostale tri su regionalna geografija, okolinski determinizam i kritička geografija). Kvantitativna revolucija zbila se tijekom 1950-ih i 1960-ih te je označila brzu promjenu u metodi u pozadini geografskog istraživanja. Glavna tvrdnja za kvantitativnu revoluciju sažima vođenje promjena s deskriptivne (idiografske) geografije na empirijsku zakonodavnu (nomotetičku) geografiju.
(bilješka: kvantitativna revolucija također se zbila u psihologiji, politologiji i ostalim društvenim znanostima, a u manjoj mjeri u povijesti)
Sažetak i pozadina:
Mnoge katedre za geografiju tijekom 1950-ih odvojile su se od katedara za geologiju u toku poslijeratnih (Drugi svjetski rat) zbivanja. Budući da su geolozi u to vrijeme gledali na geografiju kao labavu i neznanstvenu disciplinu, osjećaj mnogih geografa bilo je razuvjeravanje kritika da geografi nisu drugorazredni geolozi. Promjene koje su se zbile 1950-ih i nastavile kroz 1970-e nisu bile uvođenje matematike u geografiju, već uporaba matematike kao alata za eksplicitne svrhe i za statističku metodologiju i formalno matematičko modeliranje.
U ranim 1950-ima rastao je osjećaj da postojeća paradigma za geografska istraživanja nije bila adekvatna u objašnjavanju kako su fizički, ekonomski, socijalni i politički procesi prostorno organizirani, ekološki povezani ili kako su rezultati generirani tim procesima dokaz danog vremena i prostora. Stoga se pojavio apstraktniji i teoretski pristup u geografskim istraživanjima koji je evoluirao analitičku metodu ispitivanja.
Analitička metoda ispitivanja dovela je do razvoja logički valjanih generalizacija o prostornim aspektima malog skupa blisko definiranih događaja sjedinjenih u širokom rasponu prirodnih i kulturnih postavki. Generalizacije mogu preuzeti oblik testiranih hipoteza, modela ili teorija te se istraživanje procjenjuje prema svojoj znanstvenoj prikladnosti i svojoj valjanosti. Usvajanje analitičkog pristupa pomoglo je geografiji da postane zakonodavnija znanost, a koncepcija discipline kao idiografskog područja istraživanja postala je manje prihvatljivom nakon 1980-ih.

## Kriza u geografiji 1950-ih
Tijekom kasnih 1940-ih i ranih 1950-ih dogodila se kriza zbog nekoliko razloga:
- Zatvaranja mnogih katedara za geografiju i smjerova geografije na sveučilištima npr. abolicija geografskog programa 1948. na Sveučilištu Harvard
- Kontinuirane podjele na fizičku i antropogeografiju – opći razgovor o antropogeografiji postao je autonomni predmet.
- Na geografiju se gledalo (opravdano ili ne) kao na pretjerano deskriptivnu i neznanstvenu – tvrdilo se kako ne postoji objašnjenje zašto se neki procesi i fenomeni događaju
- Na geografiju se gledalo kao isključivo edukacijsku – primjena suvremene geografije bila je malobrojna ako je uopće i postojala
- Kontinuiranog pitanja o tome što geografija jest – prirodna znanost, umjetnost, humanistička ili društvena znanost?
- Nakon Drugog svjetskog rata tehnologija sve je više dobivala važnost u društvu, a kao rezultat nomotetičkih temeljenih znanosti stjecala je popularnost i istaknutost

Debata se uglavnom zadržala (iako ne isključivo) u okvirima SAD-a gdje je regionalna geografija bila glavna filozofska škola (europska geografija nikad nije odbacivala analitičke metode).
Svi navedeni događaji predstavljali su veliku prijetnju položaju geografije kao akademskog predmeta pa su stoga geografi započeli tražiti nove metode radi suočavanja s kritikom. Pod (nekako zabludnim) transparentom znanstvene metode započela je kvantitativna revolucija.

## Revolucija
Kvantitativna revolucija započela je na europskim sveučilištima, a temelje su joj dali geografi i statističari u Europi i Sjedinjenim Državama. Jasno je da se prvi put javlja tijekom sredine i kraja 1950-ih, te se nastavlja u 1960-e kao rezultat krize iz 1950-ih te kao odgovor na paradigmu regionalne geografije u Sjedinjenim Državama. Pod slabašno definiranim transparentom donošenja 'znanstvene misli' u geografiju, kvantitativna revolucija dovela je do povećane uporabe statističkih tehnika, a posebice multivarijatne analize što je omogućila uporaba računala u geografskim istraživanjima. Prihvaćene metode bile su eklektička gomila matematičkih tehnika na koje se gledalo kao na preciznije metode od onih deskriptivnih u regionalnoj geografiji.
Neke tehnike koje su pomaknule centar scene u geografiji bile su
- deskriptivna statistika
- inferencijalna statistika
- osnove matematičke jednadžbe i modeli poput modela gravitacije
- deterministički modeli npr. Von Thünenov i Weberov lokacijski model
- stohastički modeli koji koriste koncepte vjerojatnosti

Zagovaratelji kvantitativne geografije još uvijek teže predstavljanju toga kao uvođenja znanosti u geografiju. Zapravo poseban doprinos kvantitativnoj revoluciji bila je ogromna vjera koja se polagala na multivarijatnu analizu, posebice na metode derivirane (ili kopirane) iz ekonometrijskog modeliranja. To je također bilo snažno usklađeno s pozitivnom znanošću, te se kasnije pokazalo glavnim izvorom epistemološke debate.
Silan fokus na statističko modeliranje naposljetu će poništiti rezultate kvantitativne revolucije. Mnogi geografi postali su sve više zabrinuti kako će te tehnike jednostavno staviti visokosofisticirani tehnički, a zapravo lažan sjaj na pristup istraživanju koje je jalovo za teoriju. Ostale kritike tvrdile su kako je to uklonilo 'humanu dimenziju' iz discipline koja se oduvijek ponosila sobom u istraživanju sličnosti ljudskog i prirodnog svijeta. Kako su odmicale 1970-e kvantitativna revolucija je dovedena pod izravan upit.

## Postrevolucijska geografija
Najveći učinak na kvantitativnu revoluciju nije bila sama revolucija već efekti koji su naknadno uslijedili u obliku širenja pozitivističke (postpozitivističke) misli i protupozitivističkih odgovora.
Rastući interes u istraživanju udaljenosti kao kritičnog faktora u razumijevanju prostornog rasporeda fenomena doveo je tijekom revolucije do Toblerove formulacije prvog zakona geografije. Razvoj prostorne analize u geografiji doveo je do više primjena u procesu planiranja, a daljnji razvoj teoretske geografije pružio je geografskom istraživanju nužnu teoretsku pozadinu.
Veća uporaba računala u geografiji također je dovela do mnogih novih razvoja u geomatici poput stvaranja i primjene GIS-a i daljinskih istraživanja. Ova nova kretanja omogućila su geografima po prvi put procjenu kompleksnih modela na sveobuhvatnom modelu, te kroz prostor i vrijeme. Razvoj geomatike doveo je do ponovnog ujedinjavanja geografije jer su se sada kompleksnosti ljudske i prirodne okoline mogle procijeniti na novim izračunljivim modelima. Daljnji napredak također je doveo do veće uloge prostorne statistike i modeliranja unutar geografije. Naposljetku je kvantitativna revolucija svoj najveći učinak imala na polju fizičke, ekonomske i urbane geografije.
Protupozitivistički odgovor iz antropogeografije stvoren je u obliku bihevioralne, radikalne i humanističke geografije (vidi članak o kritičkoj geografiji).
Kvantitativna revolucija također je promijenila strukturu geografskih katedara u SAD-u, pa su mnogi fizički geografi prešli na katedre za geologiju ili za znanost o okolišu napustivši katedre za geografiju koje su isključivo postale orijentirane antropogeografski. U UK-u dogodio se drugačiji odgovor na revoluciju s porastom specijalizacija unutar predmeta, a naposljetku i razvojem sistematske geografije s mnogim potpodručjima i granama.

## Preporuka za daljnje čitanje
- Science, Philosophy and Physical Geography Robert Inkpen, Routledge, ISBN 0-415-27954-2
- Explanation in Geography, David Harvey, E Arnold, ISBN 0-7131-5464-0
- Key Thinkers on Space and Place, Phil Hubbard, Rob Kitchin, Gill Valentine, Sage Publications Ltd, ISBN 0-7619-4963-1
- Social Justice and the City, Ira Katznelson (Foreword), David Harvey, Blackwell Publishers, ISBN 0-631-16476-6
- The Geographical Tradition: Episodes in the History of a Contested Enterprise, David N. Livingstone, Blackwell Publishers ISBN 0-631-18586-0

## Više informacija
- Geografija
- Geostatistika
- Povijest geografije
- Kvantitativne metode
- Znanstvena metoda
- Pozitivizam
- Okolinski determinizam
- Regionalna geografija
- Regionalna znanost
- Prvi zakon geografije

## Vanjske poveznice
- http://www.abdn.ac.uk/~geo337/gg3012/qrev.html  Arhivirana inačica izvorne stranice od 16. prosinca 2005. (Wayback Machine)
- http://www.csulb.edu/~gossette/classes/g596/quant_rev.html  Arhivirana inačica izvorne stranice od 24. prosinca 2005. (Wayback Machine)
- http://www.geog.leeds.ac.uk/papers/04-3/04-3.pdf
- http://www.socsci.umn.edu/~bongman/gisoc99/new/schuurman.htm  Arhivirana inačica izvorne stranice od 26. studenoga 2004. (Wayback Machine)